# آکوچی سبز
آکوچی سبز (نام علمی: Myoprocta pratti) نام یک گونه از سرده آکوچی است.